# Parc de Sallent
El Parc de Sallent és una obra del municipi de Sallent (Bages) inclosa en l'Inventari del Patrimoni Arquitectònic de Catalunya. Actualment té com a nom oficial Parc Municipal Pere Sallés.

## Descripció
En conjunt, el Parc Pere Sallés ocupa una superfície d'uns 18.000m², diferenciant-se en tres zones: el jardí, el Passeig de la Biblioteca, i les zones enjardinades dels edificis de les escoles.
El jardí està dividit en dos cossos separats per una via que comunica les escoles i passeig amb el carrer Palau. Cada cos té un o dos sortidors entorn dels quals s'articulen els camins que divideixen el jardí en diverses parts on creixen els arbres o les plantes. L'únic element arquitectònic és una miranda sobre el riu Llobregat en el sector de ponent. La vegetació és predominant arbustiva, amb gran difusió de coníferes, pi blanc, avet i xiprer, si bé no hi falten arbres d'altres tipus.
Els arbres més representatius del Parc són: ginkgo, prunera de fulla vermella, castanyer d'Índies, arbre de l'amor, cedre de l'Atles, xiprer blau, alzina, xiprer, pinsap, arbre de les perruques, til·ler, lledoner, llorer, pi blanc, teix i plataner d'ombra.

## Història
Els terrenys pels quals s'estén el parc pertanyien al mas Palau, i eren coneguts com el Camp de Palau. El 1918 s'hi construí una biblioteca popular, amb un passeig per accedir-hi, que anomenaren Passeig de la Mancomunitat, més tard va passar a dir-se Passeig de la Biblioteca i actualment és el Passeig de l'1 d'octubre de 2017, aprovat aquest canvi en el ple municipal del dia 15 de febrer del 2018 a instància d'una moció presentada pels CDR. Posteriorment s'edificaren unes escoles Nacionals promogudes per l'Elèctrica Sallentina. Aquesta empresa adquirí els terrenys restants per construir-hi el parc, la direcció del qual fou confinada al tècnic en jardineria Artur Rigol i Riba, deixeble de l'urbanista, jardiner i escriptor Nicolau Maria Rubió i Tudurí. El parc fou dissenyat l'any 1922 i es va començar la seva construcció el 1929, sota la mirada de l'arquitecte municipal Emili Porta i Galobart.
El 1964 el Parc rebé el nom d'un dels seus promotors, Pere Sallés i Sellarés, cofundador i administrador general de la companyia L'Elèctrica Sallentina, S.A.
La intervenció de renovació més important es va fer el 2010, amb la instal·lació d'un dipòsit i un sistema de reg, la renovació del mobiliari urbà, la reposició de plantes i la millora dels camins, entre d'altres.